# Mycerinopsis papuana
Mycerinopsis papuana är en skalbaggsart som beskrevs av Stefan von Breuning 1958. Mycerinopsis papuana ingår i släktet Mycerinopsis och familjen långhorningar. Inga underarter finns listade i Catalogue of Life.